# Tungsram SC
A Tungsram SC egy megszűnt labdarúgócsapat, melynek székhelye Budapest IV. kerületében volt. A csapat legjobb eredménye az NB I-ben egy nyolcadik helyezés még az 1954-es idényből.

## Névváltozások
- 1911–? Ampére SE
- 1951–1957 ÚTE Izzó
- 1957–1959 Újpesti Tungsram TE
- 1959–? Budapesti Vasas Izzó SK
- ?–1980 Vasas Izzó Sportkör
- 1980–? Tungsram SC
- ?–? Tungsram-Pulzus SC
- ?–1999 Tungsram SC

## Híres játékosok
* a félkövérrel írt játékosok rendelkeznek felnőtt válogatottsággal.
| - Antal Péter - Barna Sándor - Bárfy Antal - Bukovi Gábor - Gálhidi György - Göröcs János - Haász Sándor | - Kéri Károly - Kirádi Ervin - Kisteleki István - Komáromi Tibor - Lenkei Sándor - Menczel Iván - Noskó Ernő | - Ruzsa Sándor - Samus Lajos - Szántó Tibor - Szini József - Szűcs Lajos - Várnai Lajos - Városi György |

## Híres edzők
- Kalocsay Géza

## Sikerek
NB I
- Résztvevő: 1954, 1955, 1978-79

NB II
- Bajnok: 1952, 1953